# تپه قوشوخ کالاحی
تپه قوشوخ کالاحی مربوط به کالکولیتیک- عصر آهن است و در شهرستان هشترود، بخش مرکزی، روستای عجمی واقع شده و این اثر در تاریخ ۱۱ مرداد ۱۳۸۴ با شمارهٔ ثبت ۱۲۶۲۴ به‌عنوان یکی از آثار ملی ایران به ثبت رسیده است.